# Koncert
Концерт (in inglese: Concert) è un album discografico live del cantautore statunitense Billy Joel, pubblicato nell'ottobre 1987 e registrato durante le tappe sovietiche del suo The Bridge Tour nell'estate dello stesso anno.

## Tracce
1. Odoya (canto tradizionale georgiano) – 1:17
2. Prelude/Angry Young Man – 5:23
3. Honesty – 3:58
4. Goodnight Saigon – 7:20
5. Stiletto – 5:09
6. Big Man on Mulberry Street – 7:17
7. Baby Grand – 6:09
8. An Innocent Man – 6:09
9. Allentown – 4:22
10. A Matter of Trust – 5:09
11. Only the Good Die Young – 3:31
12. Sometimes a Fantasy – 3:38
13. Uptown Girl – 3:08
14. Big Shot – 4:44
15. Back in the U.S.S.R. (John Lennon, Paul McCartney) – 2:43
16. The Times They Are a-Changin' (Bob Dylan) – 2:55

## Riedizione del 2014:A Matter of Trust: The Bridge to Russia
Il 19 maggio 2014 l'album fu ripubblicato in doppio disco e intitolato A Matter of Trust: The Bridge to Russia, contenente 12 canzoni aggiuntive dello stesso tour e un omonimo documentario in formato DVD. Il video presenta spezzoni del tour del 1987 in Unione Sovietica alternando interviste ai componenti della band.
Disco 1
1. Odoya – 1:16
2. Prelude/Angry Young Man – 5:33
3. Honesty – 5:15
4. The Ballad of Billy the Kid – 5:32
5. She's Always a Woman – 3:35
6. Scenes from an Italian Restaurant – 8:21
7. Goodnight Saigon – 6:37
8. Stiletto – 5:10
9. Big Man on Mulberry Street – 7:29
10. Baby Grand – 6:14
11. What's Your Name – 2:17
12. The Longest Time – 5:11
13. An Innocent Man – 6:04

Disco 2
1. Pressure – 5:23
2. Allentown – 3:52
3. A Matter of Trust – 5:10
4. Only the Good Die Young – 3:32
5. It's Still Rock and Roll to Me – 4:00
6. Sometimes a Fantasy – 3:38
7. You May Be Right – 5:35
8. Uptown Girl – 3:09
9. Big Shot – 4:54
10. Back in the U.S.S.R. (Lennon/McCartney) – 2:55
11. The Times They Are A-Changin' (Dylan) – 2:38
12. She Loves You (Lennon/McCartney) – 2:24
13. New York State of Mind – 6:22
14. Piano Man – 4:25